# Paul Ikrath
Paul Ikrath (* 28. Juni 1888 in Wien; † 13. März 1970 in Linz) war ein österreichischer Maler und Pädagoge.

## Leben und Wirken
Ikrath vermittelte sein Wissen durch Kurse für Aktmalerei, Kunstgewerbe, Malen und graphische Techniken. Selber war er Porträtist und immer wieder in Ausstellungen vertreten.
Zu seinen Schülern zählen unter anderen Fritz Aigner, Ernst Balluf, Erich Buchegger, Norbert Drienko, Rudolf Ferch, Maximilian Gebhartl, Helmut Heinrich Franz Hamann, Heinrich Haider, Hans Keplinger, Max Kislinger, Auguste Kronheim, Hans Gösta Nagl, Ernst Reischenböck, Hans Schaumberger, Fritz Störk und Elfriede Trautner.
Nach dem Besuch der Wiener Malschulen Streblau und Schefer studierte er von 1906 bis 1910 an der Kunstgewerbeschule Wien bei Anton von Kenner und Bertold Löffler und übte von 1912 bis 1953 diverse Lehrtätigkeiten aus:
- Fachschule für Holzbearbeitung in Hallstatt (ab 1912)
- Bundesgewerbeschule Linz (1921) und Ausbau der Malschule von Matthias May zur Kunstgewerbe-Abteilung der Schule
- Zentralanstalt für Gewerbliche Frauenberufe, Wien
- Kunstgewerbeabteilung an der Staatlichen Ingenieur-Schule Linz (Leiter)
- Schule des Deutschen Handwerks
- Kunstabteilung der Bundesgewerbeschule Linz (Leiter, 1947 bis 1953)

Er verfügte auch über einen Lehrauftrag an der Technischen Hochschule Linz im Stift Wilhering.
Ikrath zählte zu den Gründungsmitgliedern der Künstlervereinigung MAERZ bei deren Reorganisation nach dem Zweiten Weltkrieg und war auch Mitglied der Innviertler Künstlergilde.

## Werke
- Keramikrelief Linz, Dinghoferstraße (1927)
- Schubert-Gedenktafel am Winklerbau
- Ruine Waxenberg
- Sitzendes Mädchen (Öl auf Leinwand, 1928)
- Hinterstoder
- Der Tod (1918)

## Ausstellungen
Werke Ikraths wurden mehrfach in Einzel- und Gemeinschaftsausstellungen bzw. themenbezogenen Ausstellungen gezeigt:
- Paul Ikrath, Ausstellung in der Neuen Galerie der Stadt Linz, 1963, mit Faltblatt von Walter Kasten
- Paul Ikrath und seine Meisterschüler, Stadtmuseum Nordico, 1984/1985
- Die Porträtkunst Paul Ikraths, Allgemeine Sparkasse Linz, 1988
- Paul Ikrath und sein Schüler, Ausstellung im Museum Nordico der Stadt Linz im Rahmen der Kiwanis-Kunsttage 2000
- Die Ordnung der Dinge. Neue Sachlichkeit in Oberösterreich, Landesgalerie Linz, 2005

## Auszeichnungen
- Österreichischer Staatspreis (1926)
- Grand Prix und Goldene Medaille der Pariser Weltausstellung (1937)